# Bdelyrus paraensis
Bdelyrus paraensis é um gênero de besouros. Foi descrito pela primeira vez por Cook, em 1998. Bdelyrus paraensis pertence ao gênero Bdelyrus, e está relacionado com Scarabaeidae.

Este tipo de animal está localizado na América do Sul, mais especificamente, no Brasil.